# Medalha de Ouro Landau
A Medalha de Ouro Landau (em russo:  Премия имени Л. Д. Ландау) é a mais significativa condecoração em física teórica concedida pela Academia de Ciências da Rússia e sua predecessora, a Academia de Ciências da União Soviética. Foi estabelecida em 1971, denominada em memória do físico soviético laureado com o Nobel de Física Lev Landau. Quando concedido pela Academia de Ciências da União Soviética era denominada "Prêmio Landau"; a denominação foi mudada para "Medalha de Ouro Landau" em 1992.

## Recipientes
- 1971 Vladimir Gribov[1]
- 1972 Igor Dzyaloshinsky e Viktor-Andrei Borovik-Romanov
- 1974 Evgeny Lifshitz, Vladimir Belinski e Isaak Markovich Khalatnikov
- 1977 Arkady Migdal
- 1983 Alexander Patashinski e Valery Pokrovsky
- 1986 Boris Shklovskii e Alexei L. Efros
- 1988 Lev Gor'kov
- 1989 Alexei Alexeevich Abrikosov
- 1992 Grigoriy Volovik e Vladimir Mineev
- 1998 Spartak Belyaev
- 2002 Lev Okun
- 2008 Lev Pitaevskii
- 2013 Semyon Gershtein
- 2018 Valery Pokrovsky